# Leptoconops panamensis
Leptoconops panamensis är en tvåvingeart som beskrevs av Ronderos och Gustavo R. Spinelli 1993. Leptoconops panamensis ingår i släktet Leptoconops och familjen svidknott.
Artens utbredningsområde är Panama. Inga underarter finns listade i Catalogue of Life.